# Mário Lucunde
Mário Lucunde (Caimbambo, 13 de maio de 1957 – Benguela, 26 de fevereiro de 2023) foi um prelado angolano da Igreja Católica, era bispo emérito da Diocese de Menongue.

## Biografia
Mário Lucunde formou-se em filosofia pela Pontifícia Universidade Urbaniana de Roma. Foi ordenado sacerdote em 3 de fevereiro de 1985. Pároco, foi prefeito do seminário maior interdiocesano do Huambo e reitor do seminário maior de Benguela. Foi também Diretor do Instituto de Ciências Religiosas de Angola.
O Papa Bento XVI nomeou-o Bispo de Menongue em 3 de agosto de 2005. O Bispo de Benguela, Oscar Lino Lopes Fernandes Braga, deu-lhe a consagração episcopal a 9 de outubro do mesmo ano; os co-consagradores foram Giovanni Angelo Becciu, núncio apostólico em Angola e São Tomé e Príncipe, e Zacarias Kamwenho, arcebispo do Lubango. A posse ocorreu em 16 de outubro de 2005.
Em 12 de março de 2018, o Papa Francisco aceitou sua renúncia antecipada.
Morreu em Benguela em 26 de fevereiro de 2023, após padecer de longa doença.